# Alrø Kirke
Alrø Kirke, Alrø Sogn, Hads Herred i det tidligere Aarhus Amt.

## Bygningshistorie
Kirken på Alrø er meget lille. Ældst er skibet og koret, sandsynligvis opførte i 1300-tallet. Byggematerialet er rå granit med munkesten iblandet. Begge indgangsdøre er bevarede, dog er syddøren tilmuret. I 1772 blev kirken ombygget. Vestgavlen blev ombygget i små mursten, det nordvendte våbenhus opført i rå granit og små mursten tilføjedes. Endelig har man udvidet vindueshullerne betragteligt. Vindfløjen på vestgavlen minder om denne ombygning. I det indre har skibet fladt bjælkeloft og koret en sengotisk hvælving.

## Inventar
- Døbefonten er fra den romanske tid. Det er en stor font i granit med menneskefigurer og flyvende fugle.
- Altertavlen stammer fra 1625 i renæssancestil.
- Alterstagerne af messing er skænket 1660 af Henrik Mund til Serridslevgård. Ifølge sagnet skete det på grund af løfte afgivet under havsnød.
- Nyere prædikestol

## Eksterne kilder og henvisninger
- Alrø Kirke hos KortTilKirken.dk

- Wikimedia Commons har flere filer relateret til Alrø Kirke